# Neomochtherus sinuatus
Neomochtherus sinuatus är en tvåvingeart som först beskrevs av Friedrich Hermann Loew 1858.  Neomochtherus sinuatus ingår i släktet Neomochtherus och familjen rovflugor. Inga underarter finns listade i Catalogue of Life.